# Графоман
Графома́н (від грец. γραφω — «пишу» + μανία — «потяг», «хвороблива схильність») — людина, що має сильний, часто хворобливий, потяг до письменництва.
Графоманія, також відома як скрібоманія, є нав'язливим потягом писати. При використанні в конкретному психіатричному контексті воно позначає хворобливий психічний стан, який призводить до написання безладних і плутаних тверджень, які часто вироджуються в безглузду послідовність слів або навіть нісенітницю, яку тоді називають графореєю (див. гіперграфію). Термін «графоманія» був використаний на початку 19 століття Есквіролем, а пізніше Ойгеном Блейлером і став більш-менш поширеним. Графоманія пов'язана з типоманією, тобто нав'язливою ідеєю бачити своє ім'я в публікаціях або писати для публікації, надмірною символікою чи типологією.
За межами психіатричних визначень графоманії та пов'язаних із нею станів, це слово використовується ширше для позначення бажання та потреби писати надмірно, професійно чи ні. Макс Нордау, нападаючи на те, що він вважав дегенеративним мистецтвом, часто використовував термін «графоманія» для позначення творчості митців, яких він засуджував (особливо Річарда Вагнера або французьких поетів-символістів).
Межа між графоманом і письменником вельми нечітка, оскільки розрізняють їх здібності, які втілені у творах, що вони написали. Зважаючи на те, що оцінка літературного твору значною мірою суб'єктивна, то часто важко провести межу між письменником-початківцем і графоманом. Найяскравішими рисами графомана є значна літературна активність (багато пише) та жадання слави й уваги. Графоман постійно пропонує родичам і знайомим, або навіть і зовсім стороннім людям читати свої твори, незважаючи навіть на негативну реакцію.
Чеслав Мілош — лауреат Нобелівської премії з літератури 1980 року — використав термін «графоманія» в контексті, значно відмінному від контексту Мілана Кундера (який писав раніше про це у «Книзі сміху та забуття» (1979)). У «Полоненому розумі» (1951) Чеслав Мілош писав, що типовий письменник Східного блоку, який прийняв соціалістичний реалізм, «вважає, що побічні шляхи „філософствування“ ведуть до більшої чи меншої міри графоманії. Будь-хто, хто потрапив у лапи діалектики [філософії діалектичного матеріалізму], змушений визнати, що мислення приватних філософів, непідкріплене цитати [не викидувати сталінську пропаганду], це суцільна нісенітниця».
Той, хто страждає графоманією може складати «наукові праці» в областях, в яких не розуміється, писати художні твори при повній відсутності будь-яких творчих здібностей. Написане графоманами здебільшого банально чи навіть безглуздо за змістом.
Також існує еротографія (лат. erotographomania ; ерото + графоманія) — різновид графоманії у вигляді безперервного складання любовних листів. Спостерігається у психічно хворих та психопатичних особистостей. Термін «еротографія» застосовують також до статевої перверсії, при якій любовні листи пишуться виключно для досягнення статевого збудження та задоволення.
Однією з найчастіших причин графоманії деякі дослідники називають гіперкомпенсацію комплексу неповноцінності, а частина випадків — виразом маячної чи надцінної ідеї ідентифікації себе з видатним письменником. Один із прикладів графомана — Йозеф Геббельс, який, претендуючи на роль головного історіографа Другої світової війни, виписав 16 тисяч сторінок машинопису досить тенденційними текстами
Графоманія зустрічається при деяких формах шизофренії, параної, маніакальному та гіпоманіакальному станах та при інших психічних розладах. При синдромі Кандинського — Клерамбо хворі можуть говорити, що їх змушують багато писати деякі зовнішні сили. Графоманічні тенденції нерідкі у сутяжних психопатів (при параноїдному розладі особистості).

## У масовій культурі
У романі американського письменника Марка З. Данилевського «Будинок з листя» 2000 року персонаж Зампано страждає на графоманію.

## Ентопічна графоманія

Ентопічна графоманія, у «Vision Dans le Cristal»

Ентопічна графоманія — це сюрреалістична вправа з малювання, призначена для виділення візерунків і значення на аркушах паперу, включно з газетами, чистими аркушами копіювального паперу та сторінками книги. Процес полягає в уважному дослідженні сторінки на наявність ознак (згинів, згинів, пробілів) і позначенні на них письмовим приладдям. Потім ці позначки з'єднують будь-якою лінією (звивистою, прямою, пунктирною тощо).